# Attentat de Jakarta du 24 mai 2017
L’attentat de Jakarta du 24 mai 2017 s'est traduit par deux explosions à la gare de bus de Kampung Melayu dans l'est de Jakarta en Indonésie. Il y a eu cinq morts (les deux terroristes et 3 policiers) et onze blessés.
La police indonésienne attribue l'attentat à l'organisation islamiste indonésienne Jemaah Ansharut Daulah.